# Maria Antónia da Baviera
Maria Antónia Valburga Sinforosa da Baviera (Palácio Nymphenburg, 18 de julho de 1724 —  Castelo de Dresden, 23 de abril de 1780), foi a penúltima princesa-eleitora da Saxónia, compositora, cantora, cravista e mecenas conhecida principalmente pelas suas óperas Il trionfo della fedeltà (Dresden, verão de 1754) e Talestri, regina delle amazoni (Palácio Nymphenburg, 6 de fevereiro de 1760). Foi também regente da Saxónia entre 1763 e 1768.

## Família e origens
Maria Antónia nasceu no Palácio Nymphenburg, em Munique, filha da arquiduquesa Maria Amália da Áustria e do príncipe-eleitor Carlos Alberto da Baviera (depois elevado a imperador Carlos VII). Recebeu uma educação excelente, principalmente no que diz respeito às artes (pintura, poesia e música).
Era a filha mais velha dos seus pais, irmã mais velha de Teresa Benedita da Baviera, que morreu solteira, do príncipe-eleitor Maximiliano III José da Baviera, casado com a princesa Maria Ana Sofia da Saxónia, da princesa Maria Ana Josefa da Baviera, casada com Luís Jorge, Marquês de Baden-Baden, e da princesa Maria Josefa da Baviera, casada com José II do Sacro Império Romano-Germânico.

## Casamento
Maria Antônia casou-se em Munique, no dia 13 de junho de 1747 (por procuração) e novamente em Dresden, a 20 de junho do mesmo ano (em pessoa) com o príncipe Frederico Cristiano, herdeiro do eleitorado da Saxônia. Nesse mesmo ano, tornou-se membro da Accademia dell’Arcadia em Roma, uma importante instituição para a reforma da ópera. Quando se casou, mudou-se para Dresden. Desta união nasceram nove filhos:
1. Filho natimorto (9 de junho de 1748)
2. Frederico Augusto I da Saxônia (23 de dezembro de 1750 – 5 de maio de 1827), casado com a princesa Amália de Zweibrücken-Birkenfeld, com descendência.
3. Carlos da Saxônia ( 24 de setembro de 1752 – 8 de setembro de 1781), morreu solteiro e sem descendência.
4. José da Saxônia (26 de janeiro de 1754 – 25 de março de 1763), morreu aos nove anos de idade.
5. Antônio da Saxônia (27 de dezembro de 1755 – 6 de junho de 1836), casado com a princesa Maria Carolina de Saboia, sem descendência. Casado depois com a arquiduquesa Maria Teresa da Áustria, nenhum dos filhos chegou à idade adulta.
6. Maria Amália da Saxônia ( 26 de setembro de 1757 – 20 de abril de 1831) casada com o conde Carlos II Augusto de Zweibrücken, sem descendência sobrevivente.
7. Maximimiliano, Príncipe-herdeiro da Saxônia (13 de abril de 1759 – 3 de janeiro de 1838), casado com a princesa Carolina de Parma, com descendência. Casado depois com a princesa Maria Luísa Carlota de Parma, sem descendência.
8. Teresa da Saxônia (27 de fevereiro de 1761 – 26 de novembro de 1820), morreu solteira e sem descendência.
9. Filho natimorto  (1762)

## Regência
Maria Antónia deixou Dresden durante a Guerra dos Sete Anos, refugiando-se entre Praga e Munique em 1759, mas regressou quando o seu marido subiu ao trono em 1763. O seu marido morreu algumas semanas depois, sendo sucedido pelo filho. Uma vez que este ainda era menor de idade, Maria Antónia tornou-se regente juntamente com o seu cunhado, o príncipe Francisco Xavier da Saxónia, até o seu filho se tornar maior de idade em 1768. Durante o período de regência, Maria Antónia renunciou aos direitos de sucessão do filho na Polónia em 1765. Também abriu uma fábrica têxtil em 1763 e uma cervejaria em 1766.

## Educação musical e composição

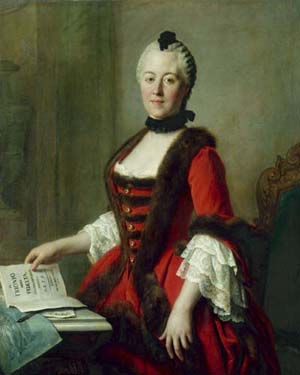
Retrato por Pietro Rotari, c. 1755.

Enquanto estava em Munique, Maria Antónia estudou música com dois compositores de ópera de renome: Giovanni Battista Ferrandini e Giovanni Porta. Depois de se mudar para Dresden, continuou os seus estudos com Nicola Porpora e Johann Adolph Hasse. De facto, a ópera teve um papel muito importante na vida de Maria Antónia. A corte de Munique celebrou o seu nascimento com espectáculos de ópera que incluíram Amadis de Grecia de Pietro Torri. O seu noivado com o príncipe Frederico Cristiano também foi celebrado de forma semelhante  La Spartana generosa de Hassene, com cenários de Bibiena, e a ópera Le nozze d’Ercole e d’Ebe de Gluck. Pouco depois de se mudar para Dresden, Maria Antónia escreveu o libretto para as óperas Oratoria e La conversione di Sant'Agostina de 1750, além de fazer as suas próprias composições. O seu estilo de composição mostra uma grande influência de Hasse, principalmente no que diz respeito ao conceito da ópera séria. Também actuava como cantora e pianista em espectáculos da corte e chegou a desempenhar os papéis principais em ambas as suas óperas. Além destas duas óperas, também lhe são atribuídas várias árias, um espectáculo pastoral, intermezzos, meditações e motets. 

### Taléstris
A rainha do Amazonas, Taléstris, surge em vários trabalhos de mitologia grega e, tal como muitas histórias e ciclos místicos, tornou-se um tema frequente em trabalhos ao longo dos últimos anos da Idade Média e posteriormente. O poeta francês Gautier de Coste LaCalprenède fez renascer o tema na novela "Cassandre" (1644-1650), apesar de alterar a história de um relato semi-histórico que envolvia Alexandre, o Grande, para uma história que fazia de Orontes, príncipe dos Masságetas o inimigo masculino de Taléstris.
Ao longo do século que se seguiu foram várias as óperas que escolheram este tema e Maria Antónia criou também o seu próprio libretto e música sobre ele. O enredo centra-se na relação de Taléstris com o governante de Citas, Orontes, tal como na versão de LaCalprenède. Além da personagem do título, existem mais personagens femininas importantes: Antíopa, a sua conselheira, que também se apaixona por um homem de Citas, Learco; e Tomiris, a sacerdotisa superior de Diana, que, no final da ópera, revela ser mãe de Orontes. O final é feliz, com todos os casais unidos e a guerra evitada, uma vez que os habitantes de Citas e Amazonas conseguem viver em paz uns com os outros.

## Recepção crítica
A princesa Maria Antónia publicou os seus trabalhos sob o pseudónimo ETPA, as iniciais de Ermelinda Talea Pastorella Arcadia e recebeu boas criticas tanto nas estreias no teatro da corte, nas quais ela própria cantou, e também em várias cidades europeias. O critico musical Charles Burney elogiou a sua ópera e os seus dotes vocais no seu trabalho The present state of music in Germany, the Netherlands and United Provinces, publicado em 1773. Também é de notar que o filósofo e teórico Antonio Eximeno y Pujades incluiu uma ária de Taléstris na sua obra Dell’ origine e delle regole della musica de 1774, colocando-a junto a outros compositores seleccionados como Palestrina, Nanini, Clari, Pergolesi, e Corelli.

## Genealogia
| Maria Antónia da Baviera | Pai: Carlos VII do Sacro Império Romano-Germânico | Avô paterno: Maximiliano II Emanuel, Eleitor da Baviera | Bisavô paterno: Fernando Maria, Eleitor da Baviera           |
| Maria Antónia da Baviera | Pai: Carlos VII do Sacro Império Romano-Germânico | Avô paterno: Maximiliano II Emanuel, Eleitor da Baviera | Bisavó paterna: Henriqueta Adelaide de Saboia                |
| Maria Antónia da Baviera | Pai: Carlos VII do Sacro Império Romano-Germânico | Avó paterna: Teresa Cunegunda Sobieska                  | Bisavô paterno: João III Sobieski da Polônia                 |
| Maria Antónia da Baviera | Pai: Carlos VII do Sacro Império Romano-Germânico | Avó paterna: Teresa Cunegunda Sobieska                  | Bisavó paterna: Maria Casimira Luísa de La Grange d'Arquien  |
| Maria Antónia da Baviera | Mãe: Maria Amália da Áustria                      | Avô materno: José I do Sacro Império Romano-Germânico   | Bisavô materno: Leopoldo I do Sacro Império Romano-Germânico |
| Maria Antónia da Baviera | Mãe: Maria Amália da Áustria                      | Avô materno: José I do Sacro Império Romano-Germânico   | Bisavó materna: Leonor Madalena de Neuburgo                  |
| Maria Antónia da Baviera | Mãe: Maria Amália da Áustria                      | Avó materna: Guilhermina Amália de Brunsvique-Luneburgo | Bisavô materno: João Frederico de Brunsvique-Luneburgo       |
| Maria Antónia da Baviera | Mãe: Maria Amália da Áustria                      | Avó materna: Guilhermina Amália de Brunsvique-Luneburgo | Bisavó materna: Benedita Henriqueta do Palatinado-Simmern    |